# Adanim
Adanim (hebr. עדנים) – moszaw położony w samorządzie regionu Derom ha-Szaron, w Dystrykcie Centralnym, w Izraelu.
Leży na równinie Szaron w aglomeracji miejskiej Gusz Dan, w otoczeniu miasta Hod ha-Szaron, moszawów Jarkona, Ganne Am, Eliszama i Newe Jarak.

## Historia
Moszaw został założony w 1950 przez żydowskich imigrantów z Rumunii. Początkowo nazywał się Yarkona BeHarhava (hebr. ירקונה בהרחבה; pol. Rozwój Yarkonu).

## Kultura i sport
W moszawie jest ośrodek kultury oraz boisko do piłki nożnej.

## Gospodarka
Gospodarka moszawu opiera się na intensywnym rolnictwie i sadownictwie.
Firma Galya rozwija i produkuje wysokogatunkowe krany.

## Komunikacja
Z moszawu wyjeżdża się na południowy wschód na drogę ekspresową nr 40  (Kefar Sawa-Ketura). Lokalną drogą można dojechać na północny zachód do sąsiedniego miasta Hod ha-Szaron.